# アオキ (植物)
アオキ（青木、学名: Aucuba japonica または Aucuba japonica var. japonica）は、ガリア科またはアオキ科（Aucubaceae）アオキ属の常緑低木。青々とした葉と赤い果実が特徴で、山地の林内に自生するほか、庭木にも使われる。葉は民間薬となり、陀羅尼助の原料として配合される。

## 名称
和名アオキの由来は、四季を通じて常緑で、葉のほか枝も常に緑色（青い）であることから名付けられている。別名で、アオキバ、ヒロハノアオキ、ヤマタケとも呼ばれる。
学名は、属名アウクバ（Aucuba）が和名でアオキバ（青木葉）がラテン語読みでそのまま使われており、種名ジャポニカ（japonica）は「日本の…」という意味である。英語ではジャパニーズ・ローレル（Japanese laurel）ともいい、ゲッケイジュ（月桂樹）の葉の形と色から名付けられたという説がある。
花言葉は、「初志貫徹」。

## 分布・生育地
日本原産。日本の東北地方の宮城県以西、関東地方以西の本州・四国・九州や沖縄、朝鮮半島に分布する。山地にふつうに生える。日の差し込む低山のスギ林や照葉樹林内に自生し、雑木林などでもよく見られ、日陰でもよく育つ。北海道、本州北部の日本海側の多雪地には、積雪に適応した変種ヒメアオキが自生する。
冬の間についている俵形の赤い果実が美しいことから、庭木や公園樹としての利用も多く、園芸品種の栽培もされている。

## 形態・生態
常緑の低木。高さは0.5 - 3メートル (m) ほどで、枝は太く緑色。幹も緑色で光合成をおこなう。
葉は有柄で対生し、枝の上部に集まってつき、葉身は厚く光沢があり両面とも無毛である。乾くと黒くなる特性を持つ。葉の長さは8 - 20センチメートル (cm) 程度、形状は長楕円形で先端は鋭く、葉縁にはハッキリした鋸歯が目立つ。葉に斑が入った園芸品種もある。古い葉は、新緑が出て花が咲く春から初夏にかけて黄色に黄葉して、落葉する。
花期は春（3 - 5月）。雌雄異株で、花房が大きいものが雄株、小さいものが雌株である。花は褐色を帯びた紫色で、枝先の円錐花序に穂のように小花を多数つける。雄花の花序は長さ8 - 20 cm、雌花の花序は長さ2 - 5 cmほどで、赤褐色の4弁花が咲く。子房下位、単性花。雄花は淡黄色の葯をもつ4個の雄蕊があり、雌花は緑色の花柱が1個ある。
秋になると、雌株に楕円形の小指大ほどの果実が赤く熟し、12月 - 翌年5月ころまでついている。果実は核果で、大きさ15 - 20ミリメートル (mm) ほどの卵形楕円形で、核（種子）を1個含み、赤色が映えてよく目立つ。熟した果実はヒヨドリがよく食べるが、種子が未熟なうちは果実の色は青く、えぐみや苦味を保持して、ヒヨドリなどの小鳥に食べられないようにしている。アオキの果実は、大きな種子のまわりに薄い果肉がついているだけで、小鳥たちにとって摂食優先度は低く、食べ物がなくなった3月ごろになってから赤く熟した果実が食べられるようになる。
核は、新鮮なうちは楕円形で大きく、褐色を帯びた白色で表面に浅い縦溝がある。時間が経過した核は、黒褐色になり細く硬くなる。まれに、白い果実をつけるシロミノアオキも山地に自生する。

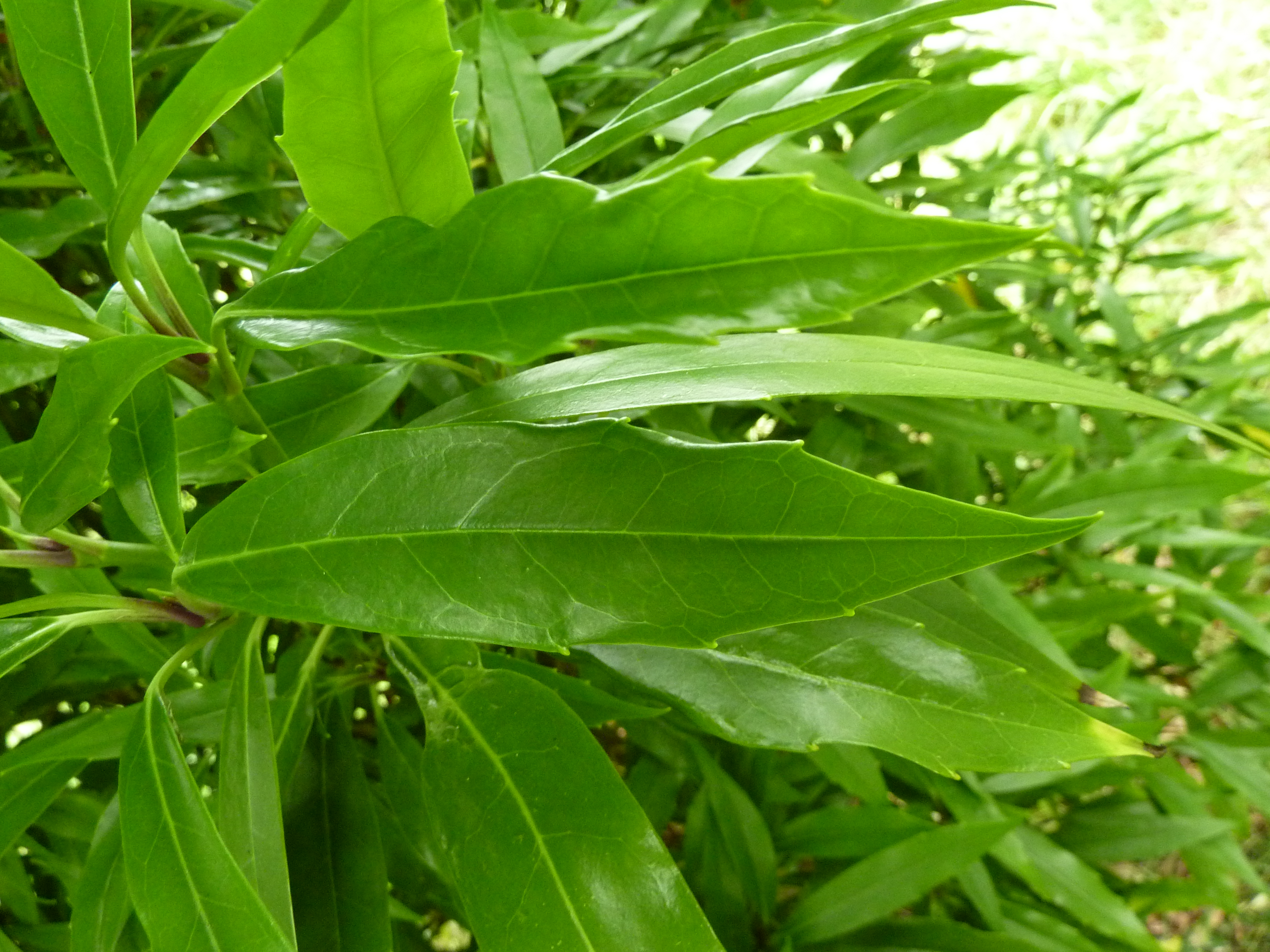
葉（ホソバアオキ）
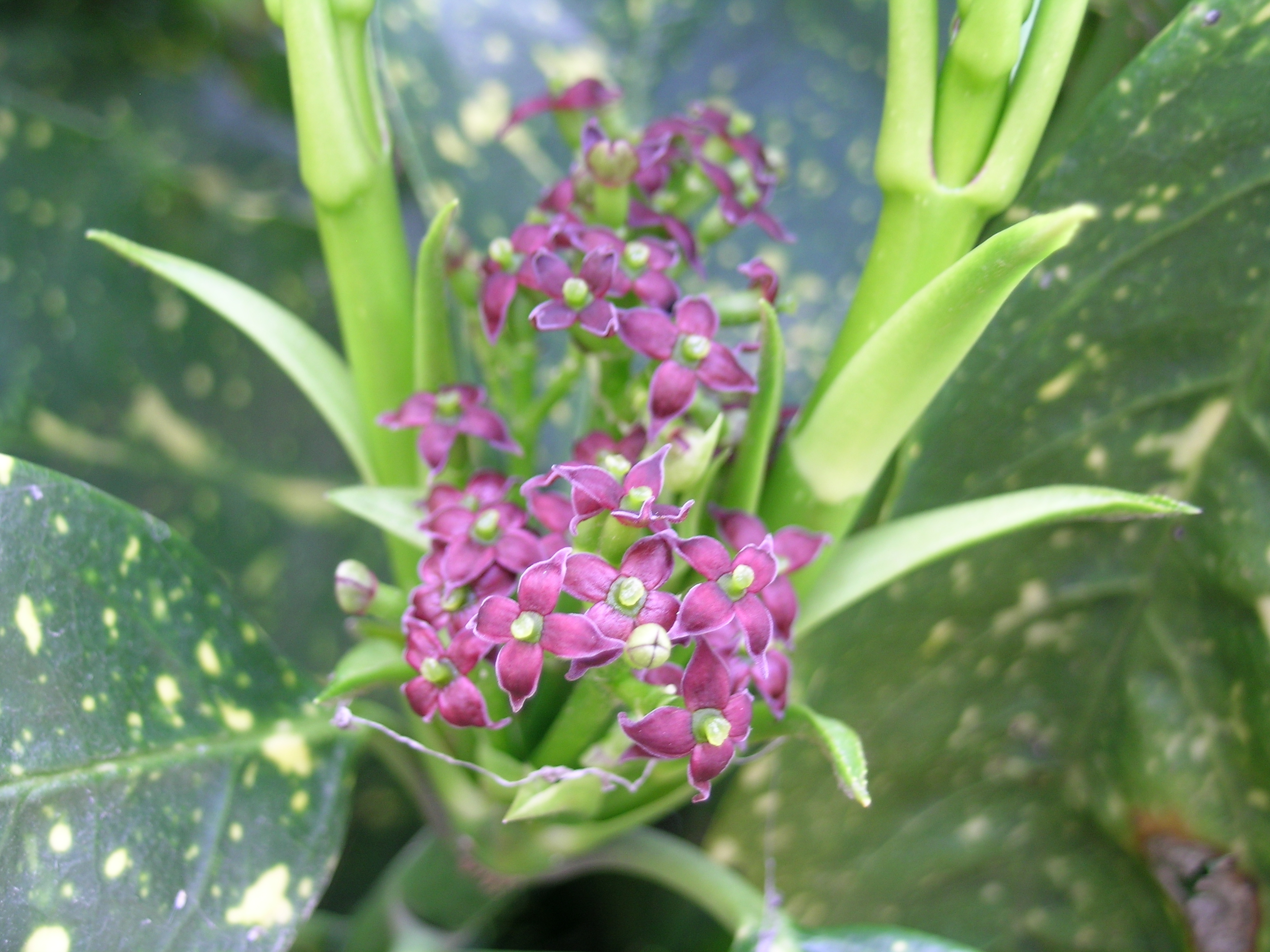
雌花
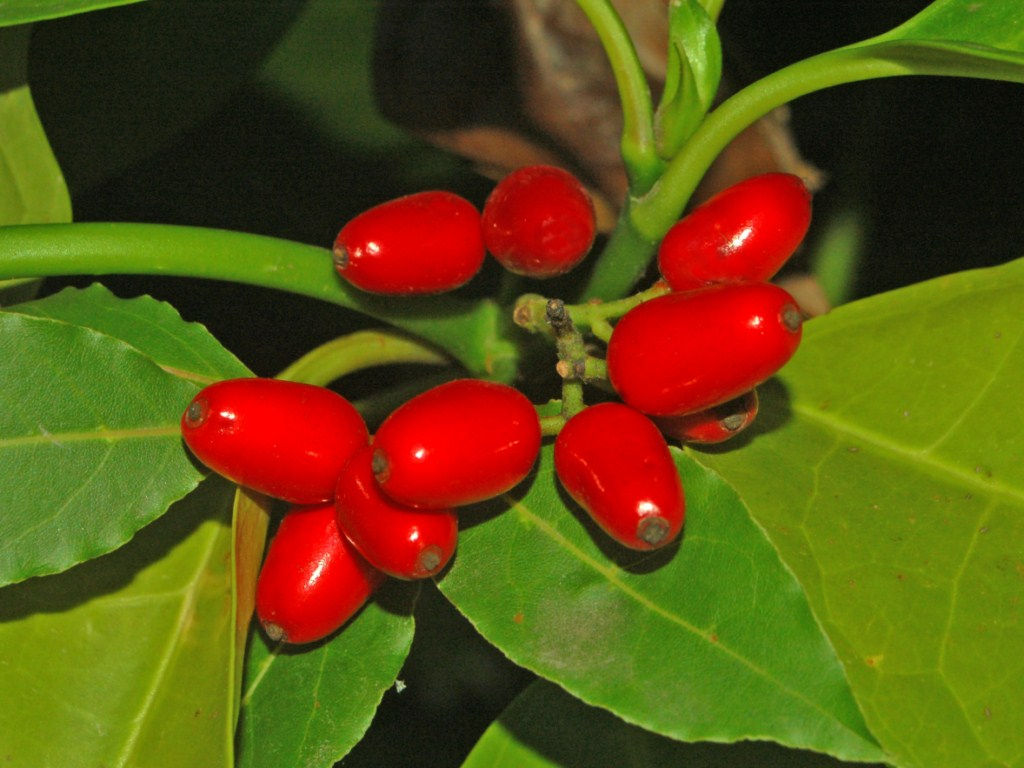
果実
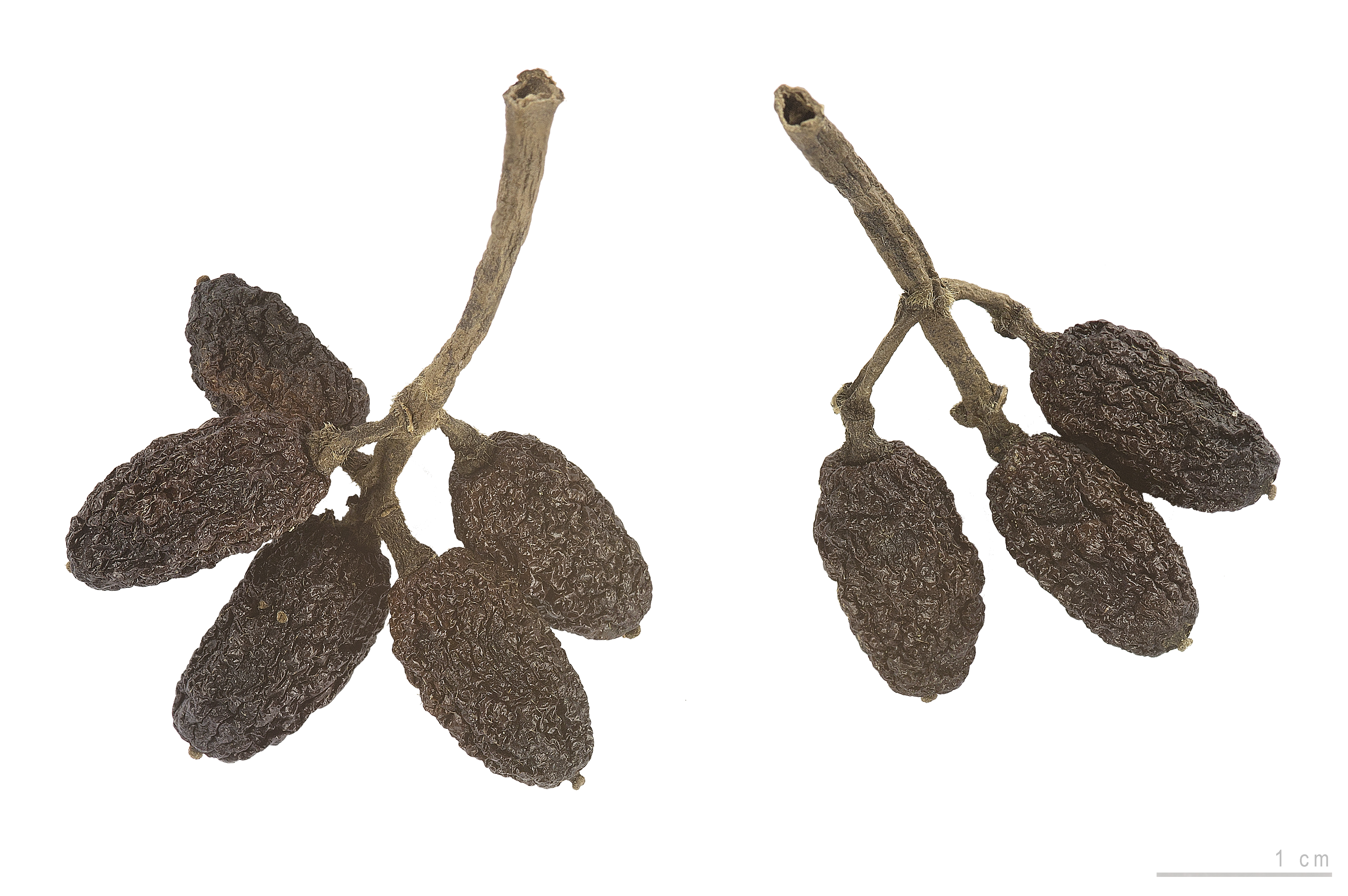
Aucuba japonica - Museum specimen

## 人間との関わり
暑さ寒さに強く、日陰でも育ち、赤い果実や緑色の濃い葉や斑入りの葉の美しさが好まれて、庭園や公園の植え込みに植栽され、日本国外でも栽培される。葉は薬用にされ、やけどや膿の吸い出しに用いられていた。また、「青木の花」は春の季語、「青木の実」は冬の季語である。

### 園芸
庭木としての利用も多く、斑入り園芸種もある。葉に白や黄色の多くの斑が入る園芸品種フイリアオキが選抜され、日本国外では非常に人気がある。スウェーデンの植物学者カール・ツンベルクが学名を与えたその翌年（1783年）に、イギリスを経由してヨーロッパに紹介されたといわれ、流行してヨーロッパ各地で植えられた。特に葉に斑が入ったものは貴重で、当初は雌株ばかりが持ち込まれて実はならなかったが、のちに雄株も紹介されて冬に赤い実をつけるようになると、さらにアオキ人気が高まったといわれている。
栽培では、半日陰を好み、耐寒性があり作りやすく、熟した果実から取り出した種子を蒔くか、果実観賞用に梅雨時期に雌木を挿し木して育成する。

### 薬用
葉は苦味健胃作用があり、民間薬の陀羅尼助の原料の一つとして配合されている。生葉には、配糖体のオークビンなどを含み、膿を出させる排膿作用、消炎作用、抗菌作用がある。果実には、実の色に関係なく苦味配糖体のオークビンを含む。
民間療法では、腫れもの、やけど、切り傷、おできなどの保護、消炎に、生葉を焦がさないように火であぶるか、アルミ箔に包んで蒸し焼きにして、トロトロに軟らかく黒変したものを冷まして、患部に包帯や絆創膏で止めて貼るなどして用いると、治りを早めるのに役立つ。しもやけには、生葉2 - 3枚を粗く刻み、水200 ccでとろ火で半量になるまで煎じたものを冷まし、患部に1日2 - 3回ほど直接塗る。煎液（水性エキス）は、製薬原料としても用いられるが、苦味配糖体を含むため、直接飲用することは好ましくないと言われている。

### 家紋
『寛政重修諸家譜』に、「青木・丸に青木」、「青木崩し」、「丸に実付き枝青木」が記載されており、使用家は藤原氏系の青木氏、桓武平氏の青木氏が使用している。

## 下位分類
日本海側産の小型の変種ヒメアオキ var. borealis のほか、果実の色、斑入りなど園芸品種も多い。

## アオキ属
アオキ属（アオキぞく、学名: Aucuba）は、ガリア科の属の一つ。3種ほどがあり、ヒマラヤ、中国南部から日本（照葉樹林帯）に分布する。属名「アウクバ」は、方言名「アオキバ」による（ツンベルクの命名）。
- タイワンアオキ Aucuba chinensis
- ヒマラヤアオキ Aucuba himalaica
- アオキ Aucuba japonica